# Takatsuki
Takatsuki (japanska: 高槻市?, Takatsuki-shi) är en stad i nordöstra Osaka prefektur i Japan. Staden fick stadsrättigheter 1943 
och har sedan 2003
status som kärnstad (japanska: 中核市?, Chūkakushi) enligt lagen om lokalt självstyre.
Staden ligger ca 20-25 km från både Osaka och Kyoto. Takasaki ligger längs två av järnvägslinjerna mellan Osaka och Kyoto, dels JR Nishi Nihons JR Kyōto-linje,
dels Hankyūs Kyoto-linje.